# Live Ambient Improvised Recordings Vol. 1
Live Ambient Improvised Recordings Vol. 1 è il diciottesimo album in studio del musicista statunitense Moby, pubblicato il 24 dicembre 2020.
Il contenuto in questo album sono improvvisazioni registrate senza modifiche nel processo di registrazione allo scopo di creare brani rilassanti.

## Tracce
1. Live Ambient 1 – 10:52
2. Live Ambient 2 – 10:12
3. Live Ambient 3 – 10:08
4. Live Ambient 4 – 11:33
5. Live Ambient 5 – 9:17
6. Live Ambient 6 – 8:57
7. Live Ambient 7 – 9:44
8. Live Ambient 8 – 6:55
9. Live Ambient 9 – 8:04
10. Live Ambient 10 – 27:13

Durata totale: 112:55